# Župnija Škocjan pri Novem mestu
Župnija Škocjan pri Novem mestu je rimskokatoliška teritorialna župnija Dekanije Leskovec Škofije Novo mesto.
Do 7. aprila 2006, ko je bila ustanovljena Škofija Novo mesto, je bila župnija del Nadškofije Ljubljana.

## Sakralni objekti
| #               | Slika                     | Cerkev                                                                                               | Kraj                     |
| --------------- | ------------------------- | --- | ------------------------ |
| 1.              | Klikni za spremembo slike | Cerkev sv. Kancijana                                                                                 | Škocjan                  |
| 2.              | Klikni za spremembo slike | Cerkev sv. Barbare                                                                                   | Drušče                   |
| 3.              | Klikni za spremembo slike | Cerkev sv. Jakoba                                                                                    | Telče                    |
| 4.              | Klikni za spremembo slike | Cerkev sv. Jurija                                                                                    | Grmovlje                 |
| 5.              | Klikni za spremembo slike | Cerkev sv. Križa                                                                                     | Gorenje Dole             |
| 6.              | Klikni za spremembo slike | Cerkev Marijinega obiskanja                                                                          | Zloganje                 |
| 7.              | Klikni za spremembo slike | Cerkev sv. Mohorja in Fortunata                                                                      | Goriška vas pri Škocjanu |
| 8.              | Klikni za spremembo slike | Cerkev sv. Nikolaja                                                                                  | Drama                    |
| 9.              | Klikni za spremembo slike | Cerkev Rožnovenske Matere Božje                                                                      | Stopno                   |
| 10.             | Klikni za spremembo slike | Cerkev sv. Tomaža                                                                                    | Velike Poljane           |
| 11.             | Klikni za spremembo slike | Cerkev sv. Trojice                                                                                   | Dolnja Stara vas         |
| Nekdanje cerkve |                           | |                          |
| 1.              | Klikni za spremembo slike | Cerkev sv. Katarine (župnijska cerkev nekdanjega srednjeveškega trga Gutenwerth, porušena leta 1809) | Drama                    |
| 2.              | Klikni za spremembo slike | Cerkev sv. Mihaela (domneven patrocinij)                                                             | Drama                    |
| 3.              | Klikni za spremembo slike | Cerkev sv. Petra                                                                                     | Stopno                   |